# Sanma (Vanuatu)
En décembre 1994, la république de Vanuatu, s'organisait en 6 régions à l'autonomie renforcée.
Sanma est le nom de l'une de ces régions administratives.
Elle est principalement constituée des îles d'Espiritu Santo qui est la plus grande île de l'archipel et de Malo.
Sa population est d'environ 45 860 habitants (2009) pour une superficie de 4 428 km².
Le centre administratif régional se situe à Luganville sur l'île d'Espiritu Santo.